# Animalize
Animalize è il dodicesimo album dei Kiss, pubblicato il 13 settembre del 1984 per l'etichetta discografica Mercury Records.

## Il disco
Animalize è uno degli album più venduti del gruppo (è stato premiato con due dischi di platino riportando così la band al successo che non riusciva più a riscuotere dal 1979), e segna la prima e unica apparizione all'interno del gruppo di Mark St. John, chitarrista solista arruolato dopo il licenziamento di Vinnie Vincent. Tuttavia, alcuni mesi dopo la fine delle registrazioni dell'album, St. John sarà costretto ad abbandonare il gruppo a causa di alcuni problemi di salute, favorendo l'entrata all'interno della band di Bruce Kulick che aveva suonato alcuni assoli di chitarra all'interno dell'album.

## Tracce
1. I've Had Enough (Into the Fire) (Paul Stanley, Desmond Child) - 3:50
2. Heaven's on Fire (Stanley, Child) - 3:18
3. Burn Bitch Burn (Gene Simmons) - 4:38
4. Get All You Can Take (Stanley, Mitch Weissman) - 3:42
5. Lonely Is the Hunter (Simmons) - 4:27
6. Under the Gun (Stanley, Eric Carr, Child) - 3:59
7. Thrills in the Night (Stanley, Jean Beauvoir) - 4:18
8. While the City Sleeps (Simmons, Weissman) - 3:39
9. Murder in High Heels (Simmons, Weissman) - 3:51

## Formazione
- Gene Simmons - basso, voce principale e secondaria
- Paul Stanley - chitarra ritmica, basso, voce principale e secondaria
- Mark St. John - chitarra solista e ritmica
- Eric Carr - batteria, voce secondaria

### Collaboratori
- Desmond Child - voce secondaria
- Jean Beauvoir - basso nei brano 4, 6, 7; voce secondaria
- Allan Schwartzberg - alcuni giri di batteria.
- Bruce Kulick - assolo di chitarra nel brano 5; chitarra solista nel brano 9.